# كيفن غالواي
كيفن دواين غالواي (بالإنجليزية: Kevin Dwayne Galloway)‏ هو لاعب كرة سلة عراقي من أصل أمريكي أفريقي ولد في يوم 23 مايو 1988 في مدينة فريسنو في كاليفورنيا في الولايات المتحدة، يلعب حالياً مع نادي مالفن في الأورغواي وسبق له اللعب مع نادي إيفايستوس ليمنوس في اليونان ونادي الهومنتمن بيروت في لبنان ونادي الغرافة في قطر ونادي أبولون باتراس و نادي أوساكا إفيسا ونادي هاماماتسو هيجاشيميكاوا فينيكسفي اليابان ونادي إيداهو ستامبيد في الولايات المتحدة، في سنة 2016 قرر تمثيل منتخب العراق لكرة السلة وشارك ببطولة التحدي الآسيوية في طهران وسجل عدة نقاط للعراق.

## روابط خارجية
- كيفن غالواي على موقع الاتحاد الدولي لكرة السلة (الإنجليزية)
- كيفن غالواي على موقع كرة السلة الأوروبية.كوم (الإنجليزية)
- كيفن غالواي على موقع كلية كرة السلة في سبورتس رفرنس.كوم (الإنجليزية)
- كيفن غالواي على موقع ريلجم (الإنجليزية)
- كيفن غالواي على موقع بروبوليرز (الإنجليزية)
- كيفن غالواي على موقع سبورتس رفرنس (الإنجليزية)
- كيفن غالواي على موقع سبورتس رفرنس (الإنجليزية)